# Anthela oressarcha
Anthela oressarcha là một loài bướm đêm thuộc họ Anthelidae. Loài này có ở Úc.